# Gramophone Company
Gramophone Company (även The Gramophone Co. Ltd) var ett brittiskt skivbolag, grundat 1897 som ett partnerföretag till Emile Berliners Gramophone Company i USA. 1931 slogs bolaget ihop med Columbia Gramophone Company och ingick sedermera i EMI.

## Bakgrund
Skivbolaget grundades 1897 av William Barry Owen och Trevor Williams som ett parterbolag till Berliners företag i USA. Mellan december 1900 och november 1907 gick företaget under namnet Gramophone & Typewriter Ltd innan det erhöll namnet The Gramophone Co. Ltd. Mellan år 1900 och 1956 fungerade bolaget som agent för Victor Talking Machine Company.
På de första skivorna gick bolaget under namnet Gramophone Record innan det 1909 började använda His Master's Voices etiketter. I mars 1931 slogs bolaget samman med Columbia Gramophone Company, vilka tillsammans bildade Electric & Musical Industries Ltd (EMI). 1973 tog Gramophone Companys verksamhet helt slut inom den nya koncernen och bytte den 1 juli namn till EMI Records Ltd.